# Navas de Tolosa
Pour les articles homonymes, voir Navas et Tolosa.
Navas de Tolosa (également appelée Las Navas de Tolosa ou simplement Las Navas) est un hameau espagnol appartenant à la commune de La Carolina, dans la province de Jaén. Il est situé dans la partie orientale de la région de la Sierra Morena. À quinze kilomètres de la frontière avec la province de Ciudad Real de Despeñaperros, près de cette ville, se trouvent les villes de Santa Elena et Carboneros. 
Elle est célèbre par la victoire qu'y remportèrent les rois de Castille, de Navarre et d'Aragon sur les Maures en 1212.